# Джефф Мацуда
Джефф Мацуда (англ. Jeff Matsuda, нар. 1970, США) — американський аніматор, художник-мультиплікатор, продюсер і художник коміксів. Був головним дизайнером персонажів у таких фільмах як мультсеріал "Бетмен" та Бетмен проти Дракули. А ще був президентом, креативним продюсером розважальної компанії з коміксів і не тільки "X-Ray Kid Studios". Його помітив Роб Ліфельд (американський коміксист), після того, як надіслав кілька сторінок із зразками коміксу DC "ДикіК.О.Т.И".
Але перша опублікована робота Мацуди, що зображує персонажа X-Force Кейбла, з’явилася в розділі журналу "Wizard".
Про особисте життя автора майже нічого не відомо.
Працював в команді Google Lively - "Google Lively" як художник до 2008 року. Віртуальний інтернет світ припинив своє існування у тому ж році.

## Комікси
Image Comics:
- Brigade (1992)
- Team Youngblood (1993)
- Youngblood Strikefile (1993-1995)
- Troll (1993)
- New Men (1994)

Marvel Comics:
- X-Men Prime (1995)
- X-Factor vol.1 (1986-2013)
- Wolverine vol.2 (художник, 1988-2013)
- X-Men (1963-)
- Generation X (1994)
- Avengers (1963-)
- X-Men Unlimited (1993-2003)

Awesome Comics:
- Kaboom (1997)

## Телебачення

### Кіно
| Мультфільм | Мультфільм                          | Мультфільм                             | Мультфільм             | Мультфільм |
| Рік        | Назва                               | Оригінальна назва                      | Обов'язки              |            |
| ---------- | ----------------------------------- | -------------------------------------- | ---------------------- | ---------- |
| 2000-2005  | Пригоди Джекі Чана                  | Jackie Chan Adventures                 | дизайнер персонажів    |            |
| 2003       | Брудний Гаррі або Гаррі-Щур         | Gary the Rat                           | продюсер               |            |
| 2004-2006  | Бетмен                              | The Batman                             | продюсер (до 4 сезону) |            |
| 2005       | Бетмен проти Дракули                | The Batman vs. Dracula                 | продюсер               |            |
| 2007       | Черепашки Ніндзя (мультфільм, 2007) | TMNT                                   | продюсер               |            |
| 2009       | Титан МАКСИМУМ                      | Titan Maximum                          | продюсер               |            |
| 2009       | Галк проти...                       | Hulk Vs.                               | продюсер               |            |
| 2012-2013  | Кайдзюдо                            | Kaijudo                                | продюсер               |            |
| 2012       | Карате-ка                           | Karateka                               | продюсер               |            |
| 2015       | Hot Wheels: Побудуй епічну гонку    | Team Hot Wheels: Build the Epic Race   | продюсер               |            |
| 2015-2018  | НадОсобняк                          | SuperMansion                           | продюсер               |            |
| 2021-2022  | Хі-Мен і володарі всесвіту          | He-Man and the Masters of the Universe | продюсер               |            |